# Fossemagne
Fossemagne település Franciaországban, Dordogne megyében. Lakosainak száma 553 fő (2022. január 1.). Fossemagne Limeyrat, Rouffignac-Saint-Cernin-de-Reilhac, Thenon, Ajat, Bars és Bassillac et Auberoche községekkel határos.

## Népesség
A település népességének változása:
| Lakosok száma | 556  | 544  | 535  | 575  | 614  | 565  | 537  | 537  | 542  | 553  |
|               | 1968 | 1982 | 1990 | 2006 | 2013 | 2015 | 2017 | 2019 | 2020 | 2022 |